# Intervention malencontreuse
Intervention malencontreuse je francouzský němý film z roku 1902. Režisérkou je Alice Guy (1873–1968). Film trvá necelou jednu minutu.

## Děj
Film zachycuje domácí hádku mezi manžely, která přeroste v ničení věcí. Služebná, která uslyší hluk, vejde do místnosti a pokusí se situaci uklidnit. Sama je však krátce po svém příchodu nucena bojovat o holý život.